# Horad
Horad (Miasto, białorus. Горад) – teledysk białoruskiej grupy Recha. Utwór powstał w 2012 roku Po raz pierwszy został zaprezentowany na portalu ultra-music.com.

## Opis
Reżyserem teledysku jest lider zespołu – Andrej Takindang, twórcą grafiki komputerowej Dzianis Miżuj. Teledysk został stworzony przy pomocy grafiki komputerowej 3D. Trwa 3 minuty 55 sekund.
Według słów twórcy Horad został zainspirowany Mińskiem z jego mieszkańcami. Przesłaniem teledysku jest ukazanie piękna miasta, pomimo istniejących w nim subkultur. Akcja rozgrywa się w stolicy Białorusi, dokąd na początku roku szkolnego przyjeżdża nastoletnia dziewczyna ze wsi. Chce spotkać się z muzykami z jej ulubionego zespołu Recha, grającymi w mińskim metrze. Po tym, jak milicjant ich przegania z podziemi, dziewczyna zostaje zaatakowana przez przedstawicieli niebezpiecznych subkultur, zachowujących się jak zombie. Dopiero muzyka zespołu zmienia szarą masę w zwyczajnych ludzi.

## Nagrody i wyróżnienia
- 2012: najlepszy teledysk animowany na Libelula animation festival (Hiszpania)[4],
- 2013: wyróżnienie w kategorii najlepsze muzyczne wideo na festiwalu Złaten Kuker – Sofia (Bułgaria)[5],
- Perfect Symmetry, New Horizon (Rosja)[1],
- 2013: zwycięstwo w kategorii najlepszy film białoruski na festiwalu Cinema Perpetuum Mobile (Białoruś)[3],
- 2013: nagroda „Brązowa Bulba” za trzecie miejsce w konkursie filmowym III Warszawskiego Festiwalu Filmowego Bulbamovie (Polska)[6].